# Dorfkirche Bomsdorf

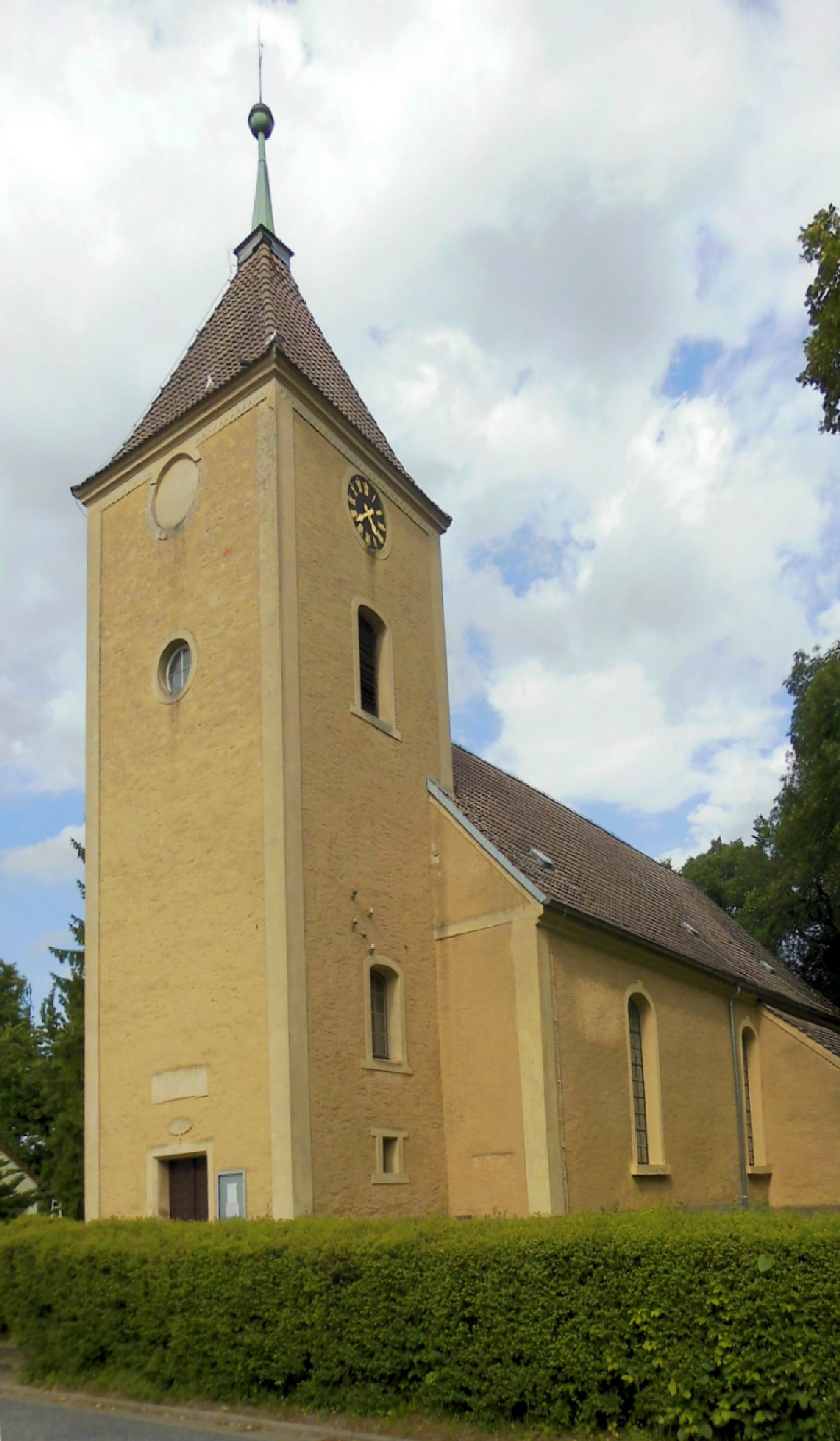
Dorfkirche Bomsdorf (Neuzelle)

Die evangelische, denkmalgeschützte Dorfkirche Bomsdorf steht in Bomsdorf, einem Ortsteil der Gemeinde Neuzelle im Landkreis Oder-Spree in Brandenburg. Sie gehört zur Kirchengemeinde Region Guben im Kirchenkreis Cottbus im Sprengel Görlitz der Evangelischen Kirche Berlin-Brandenburg-schlesische Oberlausitz.

## Beschreibung
Die im Kern mittelalterliche Saalkirche aus Feldsteinen mit einem Langhaus mit dreiseitigem Abschluss im Osten und einem Kirchturm auf quadratischem Grundriss im Westen wurde 1737 barock umgebaut und verputzt. Die Fenster wurden vergrößert und nach Süden ein Anbau hinzugefügt. Der mit einem Pyramidendach bedeckte Kirchturm beherbergt in seinem obersten Geschoss die Turmuhr und den Glockenstuhl.
Der Innenraum ist mit einer Flachdecke überspannt. Die Kirchenausstattung stammt von 1737. Im Mittelfeld des Altarretabels ist zwischen korinthischen Säulen eine Kreuzigungsgruppe dargestellt. Eine Kartusche im gesprengten Giebel zeigt die Auferstehung. In der Predella ist das Abendmahl zu sehen. Die Brüstung der Kanzel hat Arkaden, in der die Statuetten der vier Evangelisten stehen. Über dem Schalldeckel schwebt ein Pelikan.